# Європейський університетський інститут
Інститут Європейського університету у Флоренції (European University Institute — EUI, також Університет Європейського союзу) — міжнародна організація, створена відповідно до спеціальної конвенції в 1972 році державами-членами Європейського Співтовариства. Метою цього унікального наукового підрозділу є навчання на докторантурі і постдокторантурі і проведення передових наукових досліджень в галузі гуманітарних та соціальних наук, які особливо важливі для розвитку Європи. Це багатомовний університет, основною мовою навчання є англійська та французька.
До складу інституту входять:
- чотири відділення (історії та історії культури, економічних наук, юридичних наук з Академією європейського права, політичних і соціальних наук);
- Центр Робера Шумана;
- Європейський форум.